# إريك إنغلس
إريك إنغلس (بالألمانية: Erich Engels)‏ هو كاتب سيناريو ومخرج ألماني، ولد في 23 مايو 1889 في رمشايد في ألمانيا، وتوفي في 25 أبريل 1971 في ميونخ في ألمانيا.

## وصلات خارجية
- إريك إنغلس على موقع IMDb (الإنجليزية)
- إريك إنغلس على موقع مونزينجر (الألمانية)
- إريك إنغلس على موقع أول موفي (الإنجليزية)
- إريك إنغلس على موقع قاعدة بيانات الأفلام السويدية (السويدية)
- إريك إنغلس على موقع قاعدة بيانات الفيلم (الإنجليزية)
- إريك إنغلس على موقع كينوبويسك (الروسية)